# Johann Friedrich Agricola
Johann Friedrich Agricola (Dobitschen, 4 de enero de 1720 - Berlín, 2 de diciembre de 1774) fue un compositor, organista, cantor, pedagogo, y escritor sobre música alemán. En algunas ocasiones escribió bajo el seudónimo de Flavio Anicio Olibrio.

## Biografía
Agricola nació en Dobitschen, Turingia. Cuando era estudiante de Derecho en Leipzig, estudió música con Johann Sebastian Bach. En 1741 fue a Berlín, donde estudió composición musical con Johann Joachim Quantz.
Luego fue reconocido por todos como uno de los organistas más hábiles de su tiempo. El éxito de su ópera cómica, Il Filosofo convinto in amore, presentada en Potsdam, en 1750, le llevó a ser nombrado compositor de la corte de Federico el Grande. En 1759, con la muerte de Carl Heinrich Graun, fue nombrado regente de la orquesta real. Se casó con la notable soprano Benedetta Emilia Molteni, un casamiento que el rey aparentemente desaprobó.
Durante su vida, Agricola escribió una serie de óperas italianas, así como lieder, preludios para corales, varias otras obras para instrumentos de teclado y música sacra, especialmente oratorios y cantatas. Su fama reposa principalmente, en sus escritos teóricos y críticos sobre temas musicales. En 1754, Agricola coescribió con Carl Philipp Emanuel Bach un obituario para Johann Sebastian Bach. Su Anleitung zur Singekunst (Introducción al Arte de Cantar), de 1757, es una traducción del tratado de 1723 de Pier Francesco Tosi, Opinioni de' cantori antichi y moderni, con extensos comentarios del propio Agricola.